# Glinki Mokre
Glinki Mokre (niem. Naßglienke) – wieś w Polsce, położona w województwie wielkopolskim, w powiecie złotowskim, w gminie Okonek.
W latach 1975–1998 miejscowość administracyjnie należała do województwa pilskiego.

## Zabytki
- Neogotycki kościół pw. Najświętszej Marii Panny, zbudowany w 1895 roku.